# Marius Bako
Marius Bako (ur. 22 lutego 1985) – piłkarz nowokaledoński grający na pozycji pomocnika. Od 2011 roku jest zawodnikiem klubu FCN Gaïtcha.

## Kariera klubowa
Karierę piłkarską Bako rozpoczął w klubie AS Magenta. W 2005 roku zadebiutował w nim w pierwszej lidze nowokaledońskiej. W sezonach 2007/2008, 2008/2009 i 2009 wywalczył z Magentą trzy tytuły mistrza Nowej Kaledonii. W 2011 roku przeszedł do klubu FCN Gaïtcha.

## Kariera reprezentacyjna
W reprezentacji Nowej Kaledonii Bako zadebiutował w 2010 roku. W 2012 roku wystąpił w Pucharze Narodów Oceanii 2012. Z Nową Kaledonią zajął drugie miejsce, a sam był na tym turnieju podstawowym zawodnikiem swojej reprezentacji. Strzelił na nim jednego gola.